# Lester C. Garreth
 Denne artikel bør gennemlæses af en person med fagkendskab for at sikre den faglige korrekthed.

Lester C. Garreth er et album af den svenske rock- og bluesgruppe Lester C. Garreth fra 1984. Bandet var opvarmningsband til Eddie Meduza under hans sommerturné i 1983. Medlemmer under turneen var Esbjörn Einebrandt, Ingwar Einebrandt, Anders Erlandsson, Per-Arne Olofsson og Jan-Anders Lindén. 

## Numre
Alle sange skrevet og komponeret af Lester C. Garreth, undtagen hvor noteret. 
| 1. | "Shovel Head Boogie"   |           | 3:18 |
| 2. | "Bogger Roller"        |           | 2:28 |
| 3. | "Bad Bad Woman"        |           | 3:44 |
| 4. | "Cops Are Out"         |           | 2:03 |
| 5. | "Bad Luck"             |           | 2:58 |
| 6. | "Good Rocking Tonight" | Roy Brown | 2:15 |

| 1. | "Wings of Steel"        |              | 3:40 |
| 2. | "Oh Baby"               |              | 2:40 |
| 3. | "Telephone Man"         |              | 2:28 |
| 4. | "Hangover Blues"        |              | 3:00 |
| 5. | "Walking Feet Blues"    |              | 2:51 |
| 6. | "Sweet Love On My Mind" | Wayne Walker | 2:17 |

## Promoveringskassette
For at promovere albummet lavede Errol (Eddie Meduza) en kassette med skitser med sine fiktive karakterer som Olle Olé Olé Olé Olé og Börje Lundin, et parodiinterview med Bert Fjärt (en parodi på Bert Karlsson, "fjärt" er et svensk udtryk for prut), en efterligning af den skånske radioprogramleder Leif "Smoke Rings" Anderson, og kassetten slutter med et indslag kaldet "Ring Så Retas Vi", hvor han ringer til en svejser spillet af Jan-Åke Fröidh. Indslagene er blandet med dele af sangene fra albummet.

## Medvirkende
- Esbjörn Einebrandt - Sang, guitar
- Ingwar Einebrandt - Sang, mundharmonika
- Anders Erlandsson - Sang, trommer
- Håkan Einebrandt - Bas
- Jan-Anders Lindén - Sologuitar
- Errol Norstedt - Bas